# Orcevia zabkai
Espèce
Orcevia zabkai est une espèce d'araignées aranéomorphes de la famille des Salticidae.

## Distribution
Cette espèce est endémique du Sarawak en Malaisie,.

## Description
La carapace du mâle holotype mesure 3,23 mm et l'abdomen 2,87 mm et la carapace de la femelle paratype 3,07 mm et l'abdomen 3,18 mm.

## Systématique et taxinomie
Cette espèce a été décrite par Yu, Maddison et Zhang en 2023.

## Étymologie
Cette espèce est nommée en l'honneur de Marek Żabka.

## Publication originale
- Yu, Maddison & Zhang, 2023 : « Taxonomic revision of Orcevia Thorell, 1890, with description of fifteen new species (Araneae, Salticidae, Euophryini). » Zootaxa, no 5384(1), p. 1-79.